# Wacław Cholewicz
Wacław Cholewicz (ur. 1840 w Krakowie, zm. 15 marca 1925 tamże) – powstaniec styczniowy, urzędnik prywatny, działacz społeczny.

## Życiorys

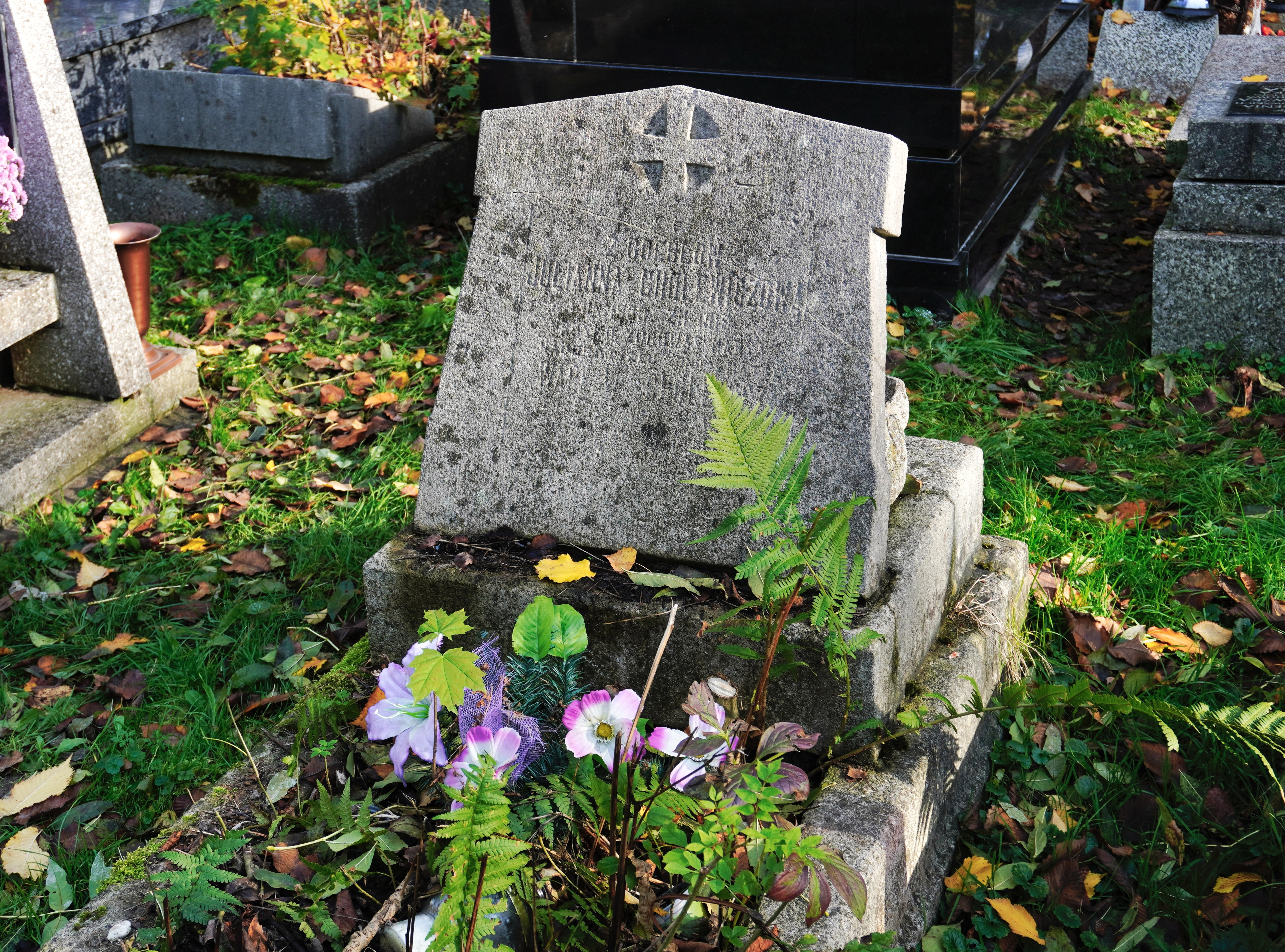
Grób Wacława Cholewicza na Cmentarzu Rakowickim w Krakowie

Urodził się w 1840. Przed 1863 pracował jako majster fabryki na Solcu i działał w organizacji narodowej. Po wybuchu powstania styczniowego w 1863 przyłączył się do walczących. Pełnił funkcję naczelnika.
Był urzędnikiem fabryki maszyn Ludwika Zieleniewskiego w Krakowie, przepracowując 50 lat. Po zorganizowanym jubileuszu pracy przeszedł na emeryturę. Podczas I wojny światowej wznowił pracę zostając urzędnikiem w fabryce „Lemiesz”, w której był zatrudniony do końca życia.
Był członkiem założycielem oddziału Towarzystwa Gimnastycznego „Sokół” w Krakowie. Był też czynnym członkiem Towarzystwa Przyjaciół Sztuk Pięknych w Krakowie. Uchodził za postać znaną i szanowaną w Krakowie.
Zmarł 15 marca 1925 w Krakowie w wielu 85 lat.
Został pochowany na cmentarzu Rakowickim w Krakowie.
Miał dwóch synów i dwie córki. Jego synem był Kazimierz Cholewicz (1872–1914), budowniczy i aktor teatralny.